# Trauma 24/7
Trauma 24/7 was een Nederlandse ziekenhuisserie die speelde op de afdeling Spoedeisende Hulp van een ziekenhuis. De serie werd door Endemol geproduceerd en in 2002 door Net5 uitgezonden. Endemol liet twee seizoenen van Trauma 24/7 maken met in totaal twintig afleveringen.

## Verhaal
Trauma 24/7 laat het werk zien bij de Spoedeisende Hulp in een ziekenhuis. 24 uur per dag, 7 dagen per week is er volop bedrijvigheid te zien op de afdeling. De artsen hebben hun handen vol aan de vele gevallen die binnenkomen bij de Spoedeisende Hulp. Daarnaast worden ze geconfronteerd met privéproblemen van zichzelf en van anderen, wat de sfeer op de afdeling vaak niet ten goede komt. Zo is afdelingshoofd Astrid van der Linden getrouwd en heeft ze een kind. Op het werk ziet ze iedere dag haar jeugdliefde Ronald den Hartog, een chirurg die ook op de afdeling werkt. Ze komt hierdoor voor moeilijke keuzes te staan.

## Cast
- Marjolein Beumer – Astrid van der Linden
- Marguerite de Brauw – Claire van Bronkhorst
- Nadja Hüpscher – Masha Jacobs
- Edwin Jonker – Melvin Klamer
- Marc Klein Essink – Ronald den Hartog
- Sandra Mattie – Jasmijn Rood
- Mary-Lou van Steenis – Irma van der Weijden
- Bastiaan Ragas – Bart van de Wetering
- Roef Ragas – Robert van de Wetering